# 彼得·韦伯
彼得·韦伯（德語：Peter Weber，1938年12月22日—），德国男子竞技体操运动员。他曾获得1964年夏季奥运会男子团体全能铜牌和1968年夏季奥运会男子团体全能铜牌。